# Álvaro de Lacalle Leloup
Álvaro de Lacalle Leloup (Haro, 29 de octubre de 1918-Madrid, 1 de septiembre de 2004) fue un militar y político español, teniente general del Ejército, que también desempeñó cargos políticos durante la dictadura de Franco.

## Biografía
Combatiente requeté durante la Guerra Civil Española, durante la Segunda Guerra Mundial fue uno de los voluntarios de la llamada División Azul, enviados al Frente Oriental para combatir junto a la Alemania nazi contra la Unión Soviética.
Vinculado al Opus Dei, fue uno de los miembros fundadores de la junta de Fuerza Nueva editorial, dirigida por Blas Piñar, en 1966. Durante la dictadura franquista ejerció cargos de importancia: director general del Tesoro, Deuda pública y Clases Pasivas; subsecretario del Tesoro y Gastos Públicos durante el mandato de Mariano Navarro Rubio; En enero de 1963 fue nombrado presidente del nuevo Banco de Crédito a la Construcción, creado por decreto-ley 54/1962 de 29 de noviembre. Sería cesado en julio de 1968 por el ministro de Hacienda Juan José Espinosa San Martín. Hasta noviembre de 1969 no fue nombrado su sustituto, Manuel Aguilar Hardisson, bajo el mandato de Alberto Monreal Luque como ministro de Hacienda.
Sustituto en 1981 tras el 23F del cesado general Ángel Campano López al mando de la capitanía general de la VII Región Militar, acabó siendo igualmente nombrado presidente en 1982 de la Junta de Jefes de Estado Mayor (PREJUJEM). Falleció el 1 de septiembre de 2004 en Madrid.
Próximo a Leopoldo Calvo Sotelo, fue el militar señalado por Alejandro Rojas Marcos y Diario 16 como aquel al que supuestamente apoyaría el PSOE en caso de relevo de Adolfo Suárez. Estuvo casado con Irene Vázquez de Parga y Rojí, una noble dos veces grande de España. Hermano de Gonzalo de Lacalle y de Guzmán de Lacalle, subgobernador del Banco de España y alcalde de Vitoria, fue tío abuelo de Lucía Figar, nieta del anterior.

## Reconocimientos
- Gran Cruz (con distintivo blanco) del Mérito Naval (1962)[18]
- Gran Cruz de la Real y Militar Orden de San Hermenegildo (1975)[19]
- Gran Cruz de la Orden de Isabel la Católica (1984)[20]
- Gran Cruz de la Orden Militar de San Gregorio Magno (1984)[13]